# Cataetyx platyrhynchus
Cataetyx platyrhynchus är en fiskart som beskrevs av Machida, 1984. Cataetyx platyrhynchus ingår i släktet Cataetyx och familjen Bythitidae. Inga underarter finns listade i Catalogue of Life.